# František Komňacký
František Komňacký (* 15. listopadu 1951, Dražůvky) je bývalý český fotbalový trenér. Působil jako asistent trenéra národního týmu. Jako hlavní trenér dovedl FC Baník Ostrava k mistrovskému titulu v Gambrinus lize 2003/04 a MFK Ružomberok v Corgoň lize 2005/06.

## Kariéra
Vystudoval gymnázium v Kyjově. Jako hráč začínal v klubu TJ Sokol Želetice, poté přestoupil do Jiskry Kyjov, v letech 1970–1974 studoval ve Volgogradu pedagogiku a hrál za místní Něfťanik. Po návratu do Československa hrál za regionální moravské týmy. Zároveň ale roku 1986 začala jeho trenérská kariéra. Nejprve působí v Drnovicích, Hanácké Slavii Kroměříž a poštorenském Tatranu. Od roku 1997 působil v uherskohradišťském týmu 1. FC Synot, který roku 2000 dovedl do první české fotbalové ligy. Následovalo krátké působení v moravském Zlíně a slovenské Žilině. První trofej dobyl na Slovensku s týmem Matador Púchov, když v sezoně 2002/03 vyhrál Slovenský fotbalový pohár.
Po své úspěšné slovenské misi se vrátil na Moravu, kde s týmem FC Baník Ostrava vyhrál Gambrinus ligu 2003/04. Po neúspěšném pokusu postoupit do evropských pohárových soutěží a po nevydařeném vstupu do další sezóny odešel opět na Slovensko. V sezóně 2005/06 získal slovenský double, když s týmem MFK Ružomberok zvítězil ve Slovenském fotbalovém poháru i Corgoň lize.
V průběhu sezóny 2007/08 začal trénovat FK Baumit Jablonec, kde po neúspěšném začátku nahradil Luboše Kozla. V sezóně 2008/09 dovedl Jablonec k 6. místu. V sezóně 2009/10 vybojoval dokonce 2. místo, historicky nejlepší umístění v jablonecké klubové historii. I v dalším ročníku bojoval se severočeským týmem o titul, nakonec se klub umístil na 3. příčce. Po skončení sezony 2011/12 u týmu FK Baumit Jablonec skončil, okamžitě byl ale angažován v jiném prvoligovém klubu - FC Vysočina Jihlava. V Jihlavě byl odvolán v listopadu 2013 a v prosinci téhož roku převzal mužstvo Baníku Ostrava. Podepsal 1½roční smlouvu. 13. dubna 2014 byl z pozice trenéra FC Baník Ostrava odvolán.
Od července 2015 do prosince 2017 byl trenérem divizního týmu FK Hodonín.

### Politika
V roce 2013 kandidoval v říjnových předčasných volbách do Poslanecké sněmovny PČR jako nestraník za SPOZ. Ta nepřekročila 5% hranici a do sněmovny se nedostala, Komňacký navíc, přestože byl na kandidátce na třetím místě, dostal v kraji až sedmý nejvyšší počet preferenčních hlasů.

## Úspěchy

### Trenérské
1. FC Synot
- vítěz 2. české ligy 1999/00

Matador Púchov
- vítěz slovenského poháru 2002/03

FC Baník Ostrava
- mistr České republiky 2003/04

MFK Ružomberok
- mistr 1. slovenské ligy 2005/06
- vítěz slovenského poháru 2005/06

FK Baumit Jablonec
- 2. místo v české lize 2009/10
- 3. místo v české lize 2010/11

### Individuální
- trenér roku 2009 v anketě Fotbalista roku[5]
- 2x držitel ceny Rudolfa Vytlačila (2004, 2010)